# Elecciones municipales de Pasco de 2006
Las elecciones municipales de Pasco de 2006 se llevaron a cabo el 19 de noviembre de 2006 para elegir al alcalde y al Concejo Provincial de Pasco para el periodo 2007-2010. La elección se celebró simultáneamente con elecciones regionales y municipales (provinciales y distritales) en todo el país.

## Sistema electoral
La Municipalidad Provincial de Pasco es el órgano administrativo y de gobierno de la provincia de Pasco. Está compuesta por el alcalde y el Concejo Provincial.
La votación del alcalde y el concejo se realiza en base al sufragio universal, que comprende a todos los ciudadanos nacionales mayores de dieciocho años, empadronados y residentes en la provincia de Pasco y en pleno goce de sus derechos políticos, así como a los ciudadanos no nacionales residentes y empadronados en la provincia de Pasco.
El Concejo Provincial de Pasco está compuesto por 11 regidores elegidos por sufragio directo para un período de cuatro (4) años, en forma conjunta con la elección del alcalde (quien lo preside). La votación es por lista cerrada y bloqueada. Se asigna a la lista ganadora los escaños según el método d'Hondt o la mitad más uno, lo que más le favorezca. Es elegido como alcalde el candidato que ocupe el primer lugar de la lista que haya obtenido la más alta votación.

## Composición del Concejo Provincial de Pasco
La siguiente tabla muestra la composición del Concejo Provincial de Pasco antes de las elecciones.
| Partidos | Partidos                                           | Regidores |
| -------- | -------------------------------------------------- | --------- |
|          | Partido Aprista Peruano                            | 7         |
|          | Somos Perú                                         | 2         |
|          | Concertación en la Región por la Descentralización | 1         |
|          | Frente Independiente Moralizador                   | 1         |

## Partidos y candidatos
A continuación se muestra una lista de los principales partidos y alianzas electorales que participaron en las elecciones:
| Candidatura | Candidatura | Partidos y alianzas                                    | Candidatos | Candidatos                 | Ideología                                                          | Resultado previo | Resultado previo | Ref. |
| Candidatura | Candidatura | Partidos y alianzas                                    | Candidatos | Candidatos                 | Ideología                                                          | Votos (%)        | Reg.             | Ref. |
| ----------- | ----------- | ------------------------------------------------------ | ---------- | -------------------------- | ------------------------------------------------------------------ | ---------------- | ---------------- | ---- |
|             | APRA        | Lista - Partido Aprista Peruano (APRA)                 |            | Valentín López Espíritu    | Aprismo                                                            | 28.51%           | 7                |      |
|             | SP          | Lista - Somos Perú (SP)                                |            | Tito Valle Ramírez         | Democracia cristiana Conservadurismo social                        | 23.42%           | 2                |      |
|             | C           | Lista - Concertación en la Región (Concertación)       |            | Huberto Hinostroza Robles  | Regionalismo pasqueño                                              | 10.94%           | 1                |      |
|             | MNI         | Lista - Movimiento Nueva Izquierda (MNI)               |            | Félix Salcedo Meza         | Marxismo-leninismo Mariateguismo Socialismo democrático            | 3.22%            | 0                |      |
|             | Sí Cumple   | Lista - Agrupación Independiente Sí Cumple (Sí Cumple) |            | Marco de la Cruz Bustillos | Fujimorismo Populismo de derecha                                   | Nuevo            | Nuevo            |      |
|             | APP         | Lista - Alianza para el Progreso (APP)                 |            | José Palomino Pastrana     | Liberalismo económico Conservadurismo liberal Populismo de derecha | Nuevo            | Nuevo            |      |
|             | RN          | Lista - Restauración Nacional (RN)                     |            | Amador Soto Gallufe        | Liberalismo económico Conservadurismo social Humanismo cristiano   | Nuevo            | Nuevo            |      |
|             | MHP         | Lista - Movimiento Humanista Peruano (MHP)             |            | Froilán Robles Zelada      | Humanismo Socialismo Ecosocialismo                                 | Nuevo            | Nuevo            |      |
|             | PNP         | Lista - Partido Nacionalista Peruano (PNP)             |            | Darwin Chávez Mauricio     | Socialismo democrático Nacionalismo de izquierda                   | Nuevo            | Nuevo            |      |

## Resultados

### Sumario general
| |                                                |              |              |              |           |           |  |  |
| Partidos y coaliciones | Partidos y coaliciones                         | Voto popular | Voto popular | Voto popular | Regidores | Regidores |  |  |
| Partidos y coaliciones | Partidos y coaliciones                         | Votos        | %            | ±pp          | Total     | +/−       |  |  |
| | Somos Perú (SP)                                | 21,892       | 37.43        | +14.01       | 7         | +5        |  |  |
| | Partido Aprista Peruano (APRA)                 | 12,572       | 21.49        | –7.02        | 2         | –5        |  |  |
| | Movimiento Nueva Izquierda (MNI)               | 5,406        | 9.24         | +6.02        | 1         | +1        |  |  |
| | Concertación en la Región (Concertación)1      | 4,880        | 8.34         | –2.60        | 1         | ±0        |  |  |
| | Agrupación Independiente Sí Cumple (Sí Cumple) | 4,363        | 7.46         | Nuevo        | 0         | ±0        |  |  |
| | Movimiento Humanista Peruano (MHP)             | 3,812        | 6.52         | Nuevo        | 0         | ±0        |  |  |
| | Partido Nacionalista Peruano (PNP)             | 2,566        | 4.39         | Nuevo        | 0         | ±0        |  |  |
| | Restauración Nacional (RN)                     | 2,350        | 4.02         | Nuevo        | 0         | ±0        |  |  |
| | Alianza para el Progreso (APP)                 | 653          | 1.12         | Nuevo        | 0         | ±0        |  |  |
| |                                                |              |              |              |           |           |  |  |
| Total | Total                                          | 58,494       |              |              | 11        | ±0        |  |  |
| |                                                |              |              |              |           |           |  |  |
| Votos válidos | Votos válidos                                  | 58,494       | 82.57        | +3.10        |           |           |  |  |
| Votos en blanco | Votos en blanco                                | 4,963        | 7.01         | –6.15        |           |           |  |  |
| Votos nulos | Votos nulos                                    | 7,387        | 10.43        | +3.07        |           |           |  |  |
| Votos emitidos | Votos emitidos                                 | 70,844       | 87.93        | +2.90        |           |           |  |  |
| Abstenciones | Abstenciones                                   | 9,725        | 12.07        | –2.90        |           |           |  |  |
| Votantes registrados | Votantes registrados                           | 80,569       |              |              |           |           |  |  |
| |                                                |              |              |              |           |           |  |  |
| Fuente: |                                                |              |              |              |           |           |  |  |
| Notas al pie: 1 Comparado con los resultados de Concertación en la Región por la Descentralización (Concertación) en las elecciones de 2002. |                                                |              |              |              |           |           |  |  |
| Notas al pie: |                                                |              |              |              |           |           |  |  |
| 1 Comparado con los resultados de Concertación en la Región por la Descentralización (Concertación) en las elecciones de 2002.               |                                                |              |              |              |           |           |  |  |

## Elecciones municipales distritales

### Resultados por distrito
La siguiente tabla enumera el control de los distritos de la provincia de Pasco. El cambio de mando de una organización política se resalta del color de ese partido.
| Distrito                            | Alcalde(sa) titular       | Partido político | Partido político                 | Alcalde(sa) electo(a)      | Partido político | Partido político             |
| ----------------------------------- | ------------------------- | ---------------- | -------------------------------- | -------------------------- | ---------------- | ---------------------------- |
| Huachón                             | Teodoro Durán Flores      |                  | Concertación en la Región        | Teodoro Durán Flores       |                  | Concertación en la Región    |
| Huariaca                            | José Pardave Romero       |                  | Acción Popular                   | Edmar Yngunza Mendoza      |                  | Partido Aprista Peruano      |
| Huayllay                            | Jesús Muñoz Borja         |                  | Perú Posible                     | Román Marcelo Callupe      |                  | Partido Aprista Peruano      |
| Ninacaca                            | Rodolfo Bedoya Campos     |                  | Somos Perú                       | Augusto Alania Huaricapcha |                  | Movimiento Nueva Izquierda   |
| Pallanchacra                        | Raúl Mendoza Monge        |                  | Movimiento Nueva Izquierda       | Floriano Bernabé Berrospi  |                  | Somos Perú                   |
| Paucartambo                         | Kléver Meléndez Gamarra   |                  | Frente Independiente Moralizador | Kléver Meléndez Gamarra    |                  | Concertación en la Región    |
| San Francisco de Asís de Yarusyacán | Pedro Salazar Maximiliano |                  | Frente Independiente Moralizador | Jorge Colqui Cabello       |                  | Movimiento Humanista Peruano |
| Simón Bolívar                       | Froilán Robles Zelada     |                  | Somos Perú                       | Celestino Ureta Atachagua  |                  | Somos Perú                   |
| Ticlacayán                          | Liberato Grados Ayala     |                  | Perú Posible                     | Ronald Meza Díaz           |                  | Partido Aprista Peruano      |
| Tinyahuarco                         | Rubén Valer Villar        |                  | Unión por el Perú                | Óscar Espinoza Trelles     |                  | Partido Aprista Peruano      |
| Vicco                               | Darwin Chávez Mauricio    |                  | Pasco Unido                      | Zenón Espinoza Panez       |                  | Somos Perú                   |
| Yanacancha                          | Amanda López Gamarra      |                  | Partido Aprista Peruano          | Jhoni Ventura Rivadeneira  |                  | Movimiento Nueva Izquierda   |